# Avenue de l'Aérodrome-de-Montaudran
L'avenue de l'Aérodrome-de-Montaudran (en occitan : avenguda de l'Aerodròm de Montaudran) est une voie de Toulouse, chef-lieu de la région Occitanie, dans le Midi de la France.

## Situation et accès

### Description
L'avenue de l'Aérodrome-de-Montaudran est une voie publique. Elle se trouve au cœur du quartier de Montaudran.
La chaussée compte une voie de circulation automobile dans chaque sens. Elle appartient, entre le rond-point des Entoileuses-de-Montaudran et le rond-point Henri-Rozès, à une zone 30 et la vitesse y est limitée à 30 km/h. Il n'existe pas d'aménagement cyclable.

### Voies rencontrées
L'avenue de l'Aérodrome-de-Montaudran rencontre les voies suivantes, dans l'ordre des numéros croissants (« g » indique que la rue se situe à gauche, « d » à droite) :
1. Avenue Édouard-Belin (g)
2. Avenue de Lespinet (d)
3. Rond-point Anatole-Ernoul
4. Rond-point des Entoileuses-de-Montaudran
5. Avenue Bernard-Maris (d)
6. Piste des Géants
7. Place Marcel-Bouilloux-Lafont (d)
8. Rue Léna-Bernstein (d)
9. Rue Beppo-de-Massimi (g)
10. Rue Léna-Bernstein (d)
11. Chemin Carrosse - accès piéton (g)
12. Rue Léna-Bernstein (g)
13. Rue Pierre-Deley (d)
14. Piste des Géants
15. Rond-point Henri-Rozès
16. Avenue Bernard-Maris

### Transports
La première partie de l'avenue de l'Aérodrome-de-Montaudran, entre l'avenue de Lespinet et l'avenue Bernard-Maris, est parcourue et desservie par la ligne de bus 23. Dans sa deuxième partie, l'avenue donne accès à la gare de Montaudran et, par la trémie sous les voies de la ligne de chemin de fer, aux arrêts de la ligne du Linéo L8, le long du chemin Carrosse.
Enfin, en 2028, l'offre de transport sera complétée par l'ouverture de la station Montaudran Gare, sur la ligne de métro .
La station de vélos en libre-service VélôToulouse la plus proche est la station no 351 (7 rue Jacqueline Auriol).

## Odonymie

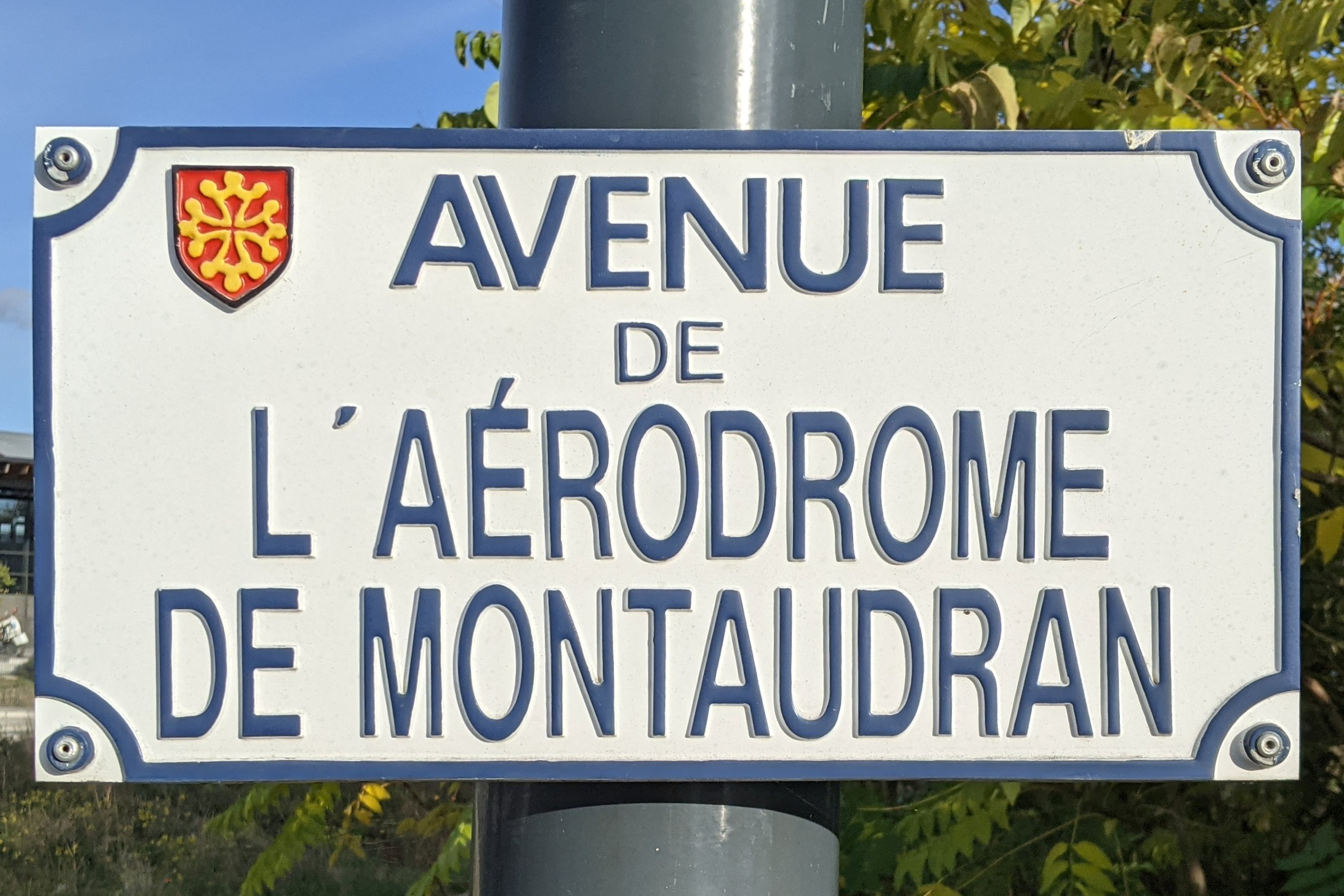
Plaque de rue en français.

L'avenue conserve le souvenir de l'aérodrome de Montaudran, auquel est lié l'histoire du quartier. Il lui a été donné par décision du conseil municipal du 10 mars 2017, en même temps que plusieurs rues de la ZAC Aerospace. La première partie de l'avenue de l'Aérodrome-de-Montaudran, entre l'avenue de Lespinet et la voie de chemin de fer, avait porté jusque là le nom de chemin Carrosse, qui a été conservé pour la deuxième partie de cette voie. Il lui venait d'une ferme qui se trouvait à proximité (emplacement des actuels no 55-59 avenue Louis-Breguet).

## Patrimoine et lieux d'intérêt

### Immeubles
- no  2 : UGC Montaudran. 

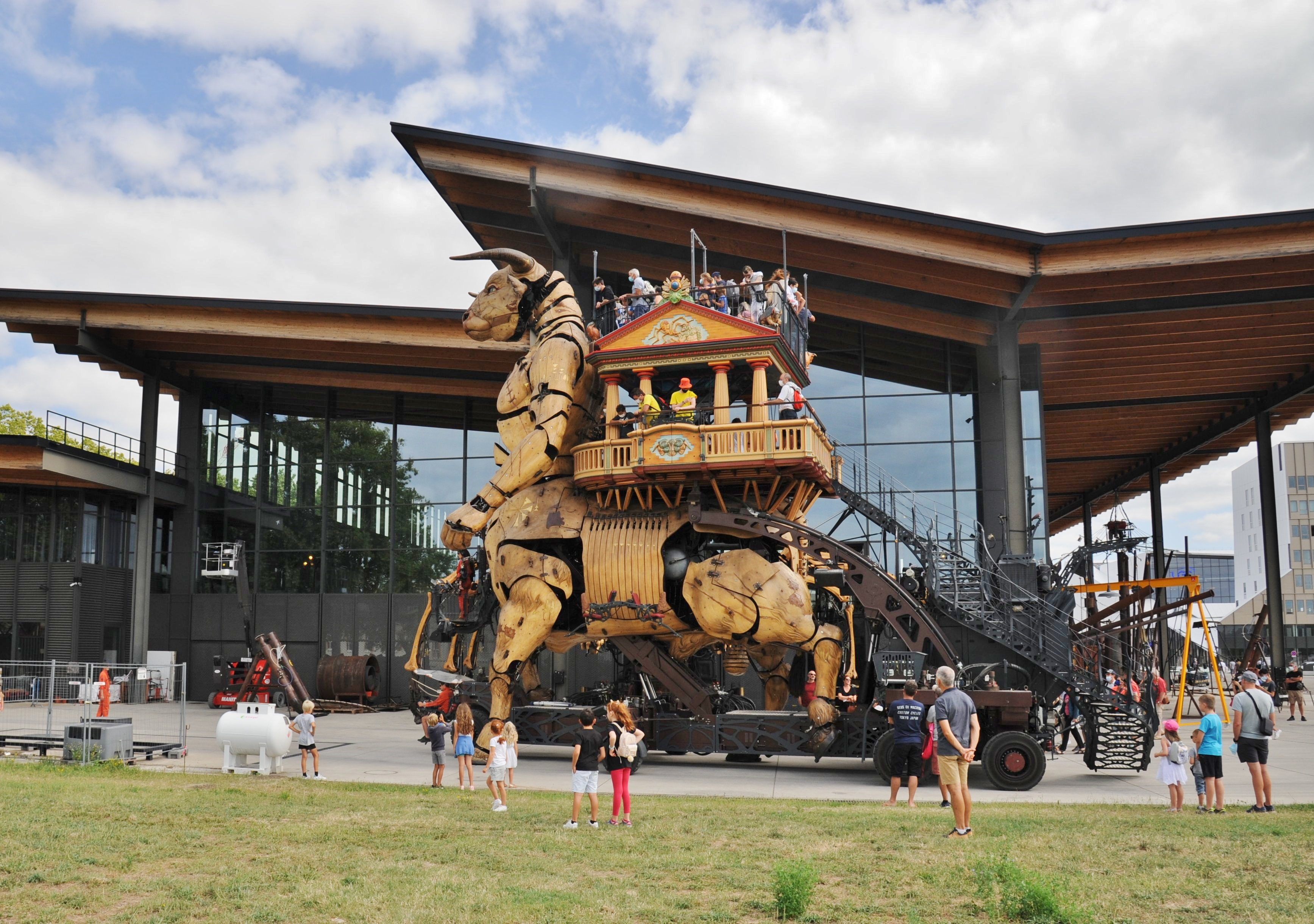
Le Minotaure face à la Halle de La Machine en 2021.

L'UGC Montaudran est construit entre 2020 et 2021 pour le compte d'UGC Ciné Cité sur les plans de l'architecte Pierre Chican, spécialisé dans la conception de salles de spectacle. Le bâtiment regroupe un cinéma de 7 salles, pour un total de 1 330 places, mais aussi des boutiques, des restaurants, des bureaux et un parking. L'édifice s'élève sur une vaste parcelle entre l'avenue de l'Aérodrome-de-Montaudran, l'avenue Bernard-Maris (actuel no 38) et la place Marcel-Bouilloux-Lafont.

- no  3 : Halle de La Machine. 
La Halle de La Machine est construite en 2015, sur les plans de l'architecte basque Patrick Arotcharen et des équipes de Projet 310 et D'une ville à l'autre. La halle, de structure métallique, a un plan rectangulaire, divisé en quatre grandes nefs séparées par des poteaux, permettant de libérer de vastes espaces. Les débords de toiture garantissent un ensoleillement optimal en hiver et maîtrisé en été. Les façades vitrées sont habillées de panneaux de tôle[3].

### Jardins de la Ligne

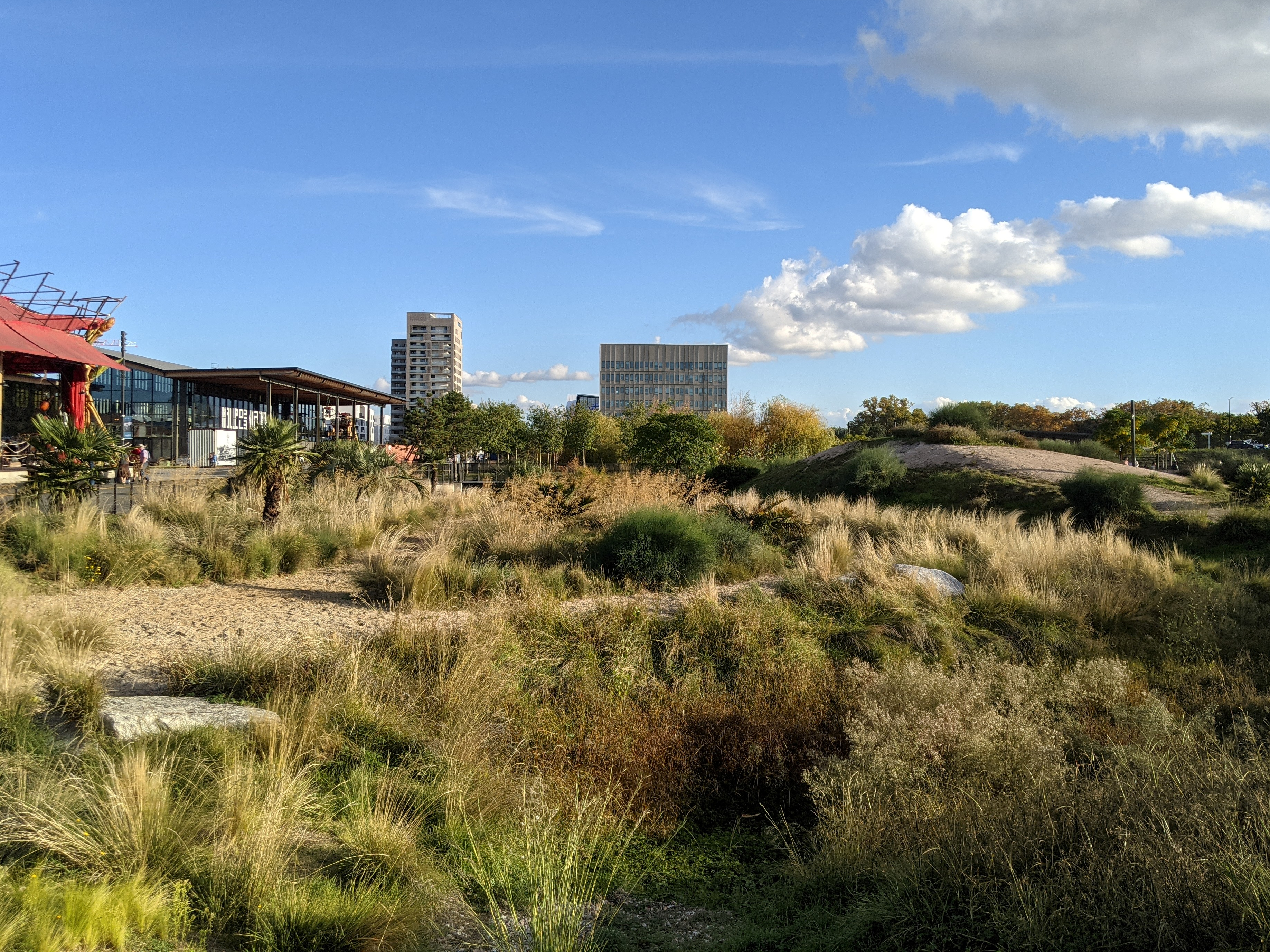
Le jardin de la Mauritanie.

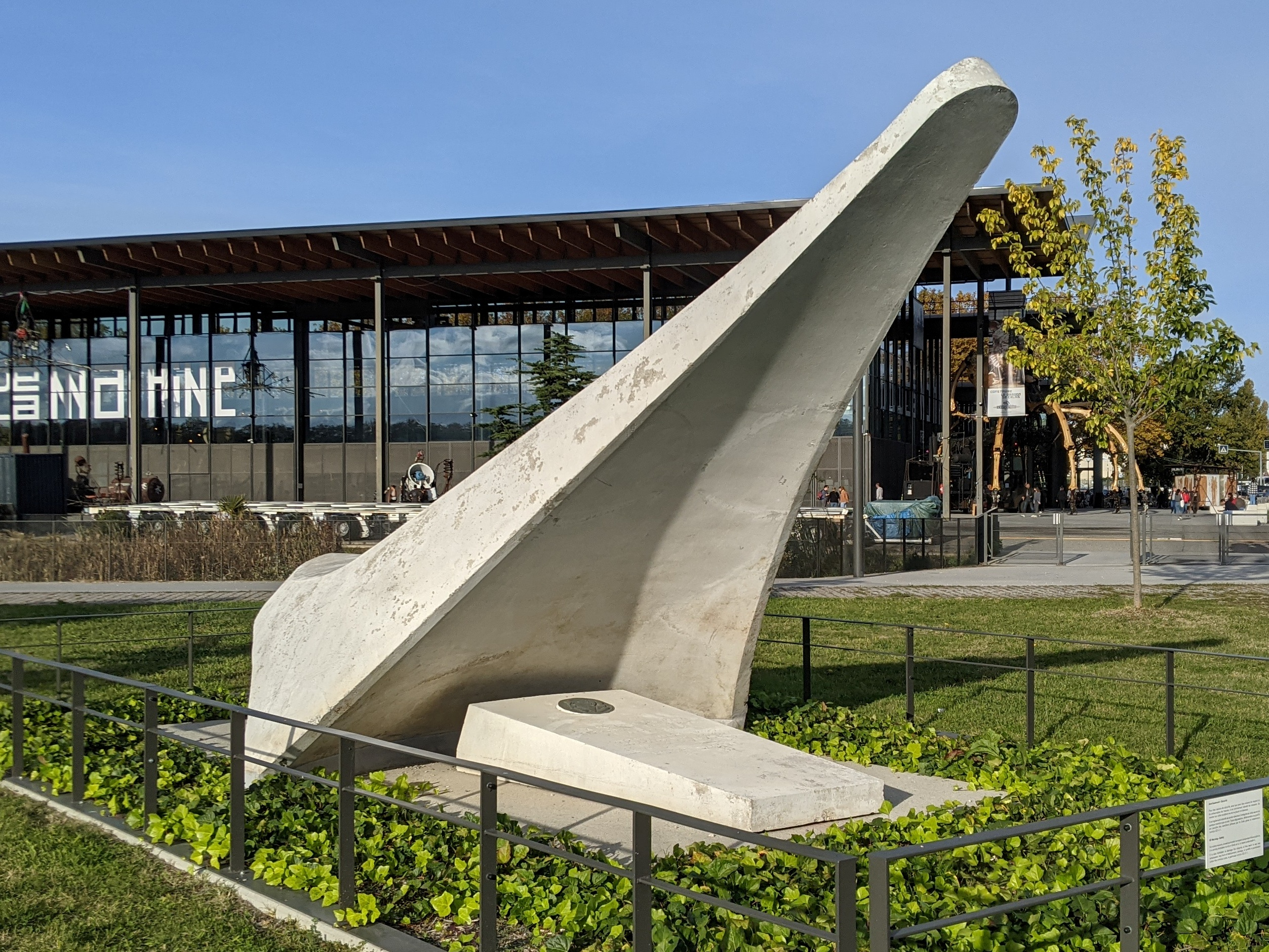
Monument à Didier Daurat, par Joseph Monin (1972).

Les jardins de la Ligne sont inaugurés le 17 juin 2017. Ils sont aménagés sur un espace de 2 hectares entre la rue Jacqueline-Auriol et l'avenue de l'Aérodrome-de-Montaudran, à l'ouest de la piste des Géants – la piste de l'ancien aérodrome de Montaudran. Ils évoquent l'histoire de l'Aéropostale et les paysages des pays traversés par les aviateurs à travers les essences végétales, les sols et les rochers : Espagne, Maroc, Mauritanie, Sénégal, Brésil, Uruguay, Argentine et Chili. Des bassins recueillent les eaux de pluie, tandis que trois passerelles permettent de surplomber les jardins.  
De l'autre côté, à l'est de la piste et du côté du château de Lespinet-Raynal et des bâtiments occupés par L'Envol des pionniers, le champ d'aviation évoque sur 1,5 hectare l'ambiance paysagère de l'aérodrome.
Le monument à Didier Daurat, œuvre en béton de Joseph Monin, s'élève au sud des Jardins de la Ligne, face au rond-point des Entoileuses-de-Montaudran. Il avait été commandé par les membres de l'Amicale des pionniers de l'aéronautique, en hommage à Didier Daurat, et inauguré en 1972 à l'emplacement de sa tombe, qui se trouvait à l'origine en bordure des terrains de l'aérodrome, face à l'avenue de Lespinet (emplacement de la résidence Louis-Breguet, actuel no 151). En 2007, le monument est retiré et le corps de Didier Daurat déplacé dans le caveau familial à Marseille. Le monument est quant à lui remis en place en 2019 dans les Jardins de la Ligne. Il consiste en une plaque de marbre, qui porte une inscription en souvenir des « pionniers » et de Didier Daurat, surmontée d'une aile en béton dont la pointe est dirigée vers Barcelone, première ville étape de « la Ligne ».